# Esmaël Gonçalves
Esmaël Gonçalves (sinh ngày 25 tháng 6 năm 1991) là một cầu thủ bóng đá người Guiné-Bissau. Là một cầu thủ bóng đá người Guinea-Bissau chơi ở vị trí tiền đạo trung tâm và tiền vệ cánh, Anh hiện tại là cầu thủ tự do sau khi rời câu lạc bộ Scotland Livingston vào tháng 9 năm 2023. Anh cũng chơi cho đội tuyển quốc gia Guinea-Bissau .

## Đội tuyển bóng đá quốc gia
Esmaël Gonçalves thi đấu cho đội tuyển bóng đá quốc gia Guiné-Bissau.

## Thống kê sự nghiệp
| Đội tuyển bóng đá Guiné-Bissau | Đội tuyển bóng đá Guiné-Bissau | Đội tuyển bóng đá Guiné-Bissau |
| Năm                            | Trận                           | Bàn                            |
| ------------------------------ | ------------------------------ | ------------------------------ |
| 2018                           | 1                              | 0                              |
| Tổng cộng                      | 1                              | 0                              |